# 豪欽湖
豪欽湖是南極洲的湖泊，位於維多利亞地的斯科特海岸，處於豪欽冰川終點東南面2公里，屬於丹頓山脈的一部分，在1994年由新西蘭地理委員會命名。
78°13′S 163°31′E / 78.217°S 163.517°E